# Nizeta
Osni Leitão Gonçalves , mais conhecido como Nizeta (Florianópolis, 11 de janeiro de 1916 — Florianópolis, 14 de agosto de 1993), foi um treinador e futebolista brasileiro. Atuou como meia e atacante. É um dos maiores ídolos do Avaí.

## Carreira
Iniciou sua carreira no Guarani de Florianópolis mas seu sucesso deu-se no Avaí Futebol Clube nos anos de 1938 a 1950, destacando-se como um emérito driblador e um  jogador de grandes recursos técnicos. É o segundo maior goleador da história do maior clássico de Santa Catarina.
Foi o jogador do Avaí que mais atuou no Clássico de Florianópolis.
Também foi técnico do Avaí e dirigente do clube.
Despediu-se do futebol em 1983 no Estádio Adolfo Konder numa festa promovida pelo Avaí.

## Seleção Avaiana
Uma eleição feita em 1998 com um grupo de torcedores, jornalistas e ex-atletas do Avaí, apontou aqueles que seriam os melhores jogadores da história do clube até aquela data. Nizeta foi escolhido um dos atacantes desta seleção. Além disso, é o segundo maior artilheiro da história do time.